# بستان العارفين
بستان العارفين، كتاب للإمام يحيى بن شرف النووي في التصوف، والرقائق والزهديات، يذكر فيه مؤلفه جملاً من آيات القرآن، والأحاديث النبوية، وأقاويل العلماء من الحكايات والأشعار الزهديات، ويبين غالباً صحة الأحاديث وحُسْنها وحال رواتها، وبيان ما قد يخفى ويُشكل من معانيها، ويضبط ما يحتاج إلى تقييد.
قال الإمام النووي في مقدمته: يندرجُ في ضمنِ هذا الكتابِ -إن شاءَ اللهُ تعالى- أنواعٌ في العلومِ الشَّرعيَّةِ، وجُمَلٌ مِن لطائِفِها الحديثيَّةِ والفِقهيَّةِ والآدابِ الدِّينيَّةِ، وطرفٌ مِن علمِ الحديثِ ودقائِقِ الفِقهِ الخفيَّة، ومُهمَّاتٌ مِن أصولِ العقائِدِ، وعيونٌ مِن نفائِسِ القواعِدِ، وغرائبُ لطيفةٌ مِمَّا يُسْتَحْسَنُ في المذاكراتِ، ويُسْتَحَبُّ ذكرُهُ في مجالِسِ الجماعاتِ، ومعارِفُ القلوبِ وأمراضُها, وطِبُّها وعلاجُها.

## مخطوطات الكتاب
من المخطوطات المعتمدة في طبعة دار المنهاج بجدة مخطوطة كتبت سنة 671 هـ بخط مأمون بن محمد بن مأمون الإيجي، وهي من مقتنيات مكتبة جامعة الملك سعود في الرياض.